# Nahuel Moreno
Hugo Miguel Bressano Capacete, também conhecido como Nahuel Moreno, nasceu em 24 de abril de 1924 - no bairro de Juan Bautista Alberdi (Buenos Aires) - faleceu em 1987, na mesma cidade, foi um líder revolucionário argentino, dirigente da IV Internacional. Fundador da corrente internacional trotskista LIT-QI.
Figura controvertida e de grande destaque no movimento trotskista internacional. Participou intensamente das lutas políticas entre as distintas frações do trotskismo, desde o Segundo Congresso da IV Internacional, em 1948, vindo a fundar a LIT-CI, em 1982. Distintos grupos e personalidades vinculados às organizações operárias reivindicam seu legado, particularmente na Argentina, Brasil e outros países da América do Sul.

## Biografia
Moreno começou sua militância nos anos 40 nos bairros operários de Buenos Aires. Constituiu um agrupamento político que editava o jornal "Prensa Obrera", que ficou muito conhecido no movimento operário argentino.
Moreno participou da reunificação da Quarta Internacional durante o ano de 1962, após dez anos da cisão da organização na chamada crise de 1953, provocada pelas divergências entre Michel Pablo e a maioria da direção da Internacional. Esta cisão havia sido realizada a partir da aprovação, em 1952, da teoria do entrismo sui generis nos Partidos Comunistas, pelo Partido Comunista Internacionalista, seção francesa da IV Internacional.
Moreno participa da Quarta Internacional durante vários anos, desde sua reunificação em 1963. Tem muitos conflitos com outros agrupamentos que se reivindicavam do trotskismo na Argentina, principalmente com Posadas e com o ERP - Exército Revolucionário do Povo. A Quarta Internacional mantinha duas seções oficiais na Argentina: o PST - Partido Socialista dos Trabalhadores de Moreno,  e o ERP, este último de orientação guerrilheira e guevarista, conforme orientação defendida por Ernest Mandel, maior dirigente da Quarta Internacional (pós-reunificação). Além destes dois grupos, existia outro agrupamento trotskysta: o PST de Posadas, que não havia participado da reunificação em 1962.
No fim dos anos 70 Moreno diverge de Mandel sobre o sandinismo e a Revolução na Nicarágua. Os morenistas, como se auto-denominam os seguidores de Nahuel Moreno, constituíram uma brigada internacional, chamada brigada Simon Bolívar, a qual lutou com os sandinistas (FSLN). Entretanto, além de participar da luta armada contra a ditadura, as brigadas de Moreno fundavam sindicatos independentes do sandinismo, o que levou à cúpula da FSLN a expulsar as brigadas do país e entragar seu membros ao governo ditatorial militar do Panamá. Mandel e a maioria da direção da Quarta Internacional defendiam que a Brigada tivesse se desarmado ou se incorporado à FSLN, conforme exigiam os sandinistas. Esta posição levou com que Moreno rompesse com a Quarta Internacional.
Logo em seguida houve uma aproximação de Moreno com o grupo de Pierre Lambert, infrutífera por divergências políticas em relação à tática da Frente Única ou da Frente Popular com o governo socialista francês de Mitterrand.
Nos anos 80, Moreno organizou o MAS - Movimento al Socialismo, que foi o maior partido trotskista da América Latina, com cerca de 15 mil membros e 500 sedes no território argentino. Mas, após a morte de Moreno, o MAS rompeu-se em várias correntes, num processo de ruptura bastante violento.

## Brasil
Hoje, no Brasil, reivindicam-se como morenistas o PSTU, organizada na LIT-QI, e as correntes CST - Corrente Socialista dos Trabalhadores, organizada na UIT, e MES - Movimento Esquerda Socialista, observadora do Secretariado Unificado, ambas do PSOL, dentre outras associações.

## Portugal
Em Portugal, a corrente internacional Trotskista/Morenista LIT-QI é representada pelo EM LUTA.

## Documentário
Em 2015, no 19º Festival de Lima, foi lançado o documentário El Trotskismo Bárbaro, que faz um apanhado da trajetória de Nahuel Moreno. O filme é dirigido por Marcel Gonnet Weinmayer, e tem como foco o desenvolvimento da corrente morenista na Argentina, inclusive as várias polêmicas em que Moreno esteve envolvido. 

## Publicações
Moreno escreveu muitos artigos nos jornais de suas organizações e também os seguintes livros:
- El golpe gorila de 1955 (1956?)
- El marco histórico de la Revolución Húngara (1957)
- La Revolución Permanente en la posguerra (1958)
- Tesis sobre el Frente Único Revolucionario ("Tesis de Leeds") (1958)
- Dos métodos frente a la revolución latinoamericana (1964?)
- Las revoluciones china e indochina (1967)
- La moral y la actividad revolucionaria (1967)
- Lora reniega del trotskismo (1972)
- Lógica marxista y ciencias modernas (1973)
- Tesis sobre el guerrillerismo (1973), escritas con Eugenio Greco y Alberto Franceschi
- Un documento escandaloso (en respuesta a En defensa del leninismo, en defensa de la Cuarta Internacional de Ernest Germain) (1973)
- ¿Partido mandelista o partido leninista? (1973)
- Memorándum para la respuesta del PST(A) al Secretariado Unificado de la IV Internacional (1975)
- Revolución y contrarrevolución en Portugal (1975)
- Nuestras diferencias sobre Key Issues (1975)
- España: con las cortes, contra la monarquía (1977)
- Alertamos contra la capitulación al “eurostalinismo” (1977)
- Las perspectivas y la política revolucionaria después del triunfo de la revolución nicaragüense (1979)
- Actualización del programa de transición (1980)
- Polémica sobre Medio Oriente (1982)
- Argentina: Una revolución democrática triunfante (1983)
- Revoluciones del Siglo XX (1984)
- Intervenciones en la Escuela de Cuadros - Argentina, 1984 (1984)
- Ser trotskista hoy (1985)